# Miramas

Brasão de Miramas.

Miramas é uma comuna francesa de 22 526 habitantes (1999) e 25,7 km² situada no departamento de Bouches-du-Rhône, na região Provence-Alpes-Côte d'Azur.

## Geografia
O território da comuna situa-se ao norte do açude de Berre. A comuna tem uma altitude mínima de 0 m e máxima de 125 m acima do nível do mar.
- longitude : 05° 00' 07" Leste
- latitude : 43° 34' 56" Norte

## Economia
- Indústrias alimentares.

## História
As ruínas de um ópido romano se encontram no sítio da comuna.